# Debbie Brill

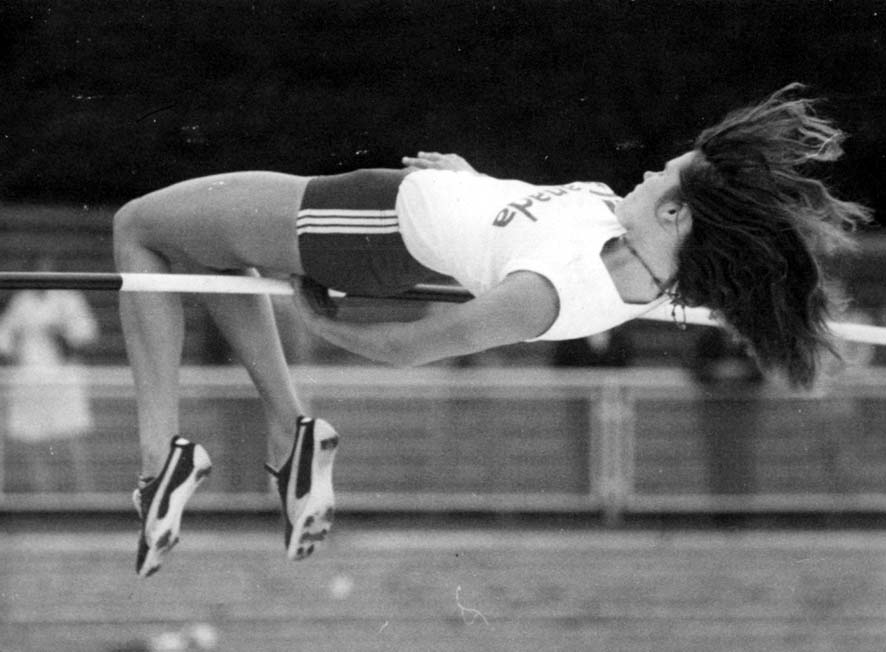
Debbie Brill (1972)

Debbie Brill (eigentlich Deborah Brill; * 10. März 1953 in Mission, British Columbia) ist eine ehemalige kanadische Hochspringerin.
1968 wurde sie mit 15 Jahren erstmals Kanadische Meisterin mit einer Brill Bend genannten Sprungtechnik, bei der sie die Latte rücklings überquerte. Da im selben Jahr Dick Fosbury mit einem ähnlichen Stil, den er unabhängig von Brill entwickelt hatte, Olympiasieger wurde, setzte sich die Bezeichnung Fosbury-Flop für diese Technik durch, die den Hochsprung in den darauffolgenden Jahren revolutionierte.
1970 siegte sie bei den British Commonwealth Games in Edinburgh und 1971 bei den Panamerikanischen Spielen in Cali. Bei den Olympischen Spielen 1972 in München wurde sie Achte.
Nach einem vierten Platz bei den Panamerikanischen Spielen 1975 in Mexiko-Stadt schied sie bei den Olympischen Spielen 1976 in Montreal in der Qualifikation ohne gültigen Versuch aus. 1977 holte sie Bronze bei der Universiade und wurde Dritte beim Leichtathletik-Weltcup in Düsseldorf. Einer Silbermedaille bei den Commonwealth Games 1978 in Edmonton folgte 1979 Bronze bei den Panamerikanischen Spielen in San Juan und ein Sieg beim Leichtathletik-Weltcup in Montreal. Der Boykott von Kanada verhinderte eine Teilnahme an den Olympischen Spielen 1980 in Moskau.
1982 siegte sie erneut bei den Commonwealth Games in Brisbane. 1983 wurde sie Sechste bei den Leichtathletik-Weltmeisterschaften in Helsinki, 1984 Fünfte bei den Olympischen Spielen in Los Angeles, 1985 gewann sie Bronze bei den Leichtathletik-Hallenweltspielen in Paris, und 1986 wurde sie Fünfte bei den Commonwealth Games in Edinburgh.
Elfmal wurde sie Kanadische Meisterin (1968–1971, 1974, 1976, 1978, 1980, 1982–1984), zweimal US-Meisterin (1979, 1982) und einmal Englische Meisterin (1971). Dreimal holte sie in der Halle den US-Titel (1970, 1978, 1986).

## Bestleistungen
- Hochsprung: 1,98 m, 2. September 1984, Rieti
  - Halle: 1,99 m, 23. Januar 1982, Edmonton